# Moda Center
Le Moda Center, anciennement Rose Garden Arena est une salle omnisports située à Portland, dans l'Oregon. Adjacente au Memorial Coliseum, ces deux ensembles forment un complexe appelé Rose Quarter. Elle est actuellement[Quand ?] administrée par Global Spectrum, une compagnie qui dirige des installations sportives.
Depuis 1995, ses locataires sont les Trail Blazers de Portland, une franchise de basket-ball jouant en NBA et parfois les Winter Hawks de Portland qui sont une équipe de hockey sur glace évoluant dans la Ligue de hockey de l'Ouest. En 2006, les LumberJax de Portland de la National Lacrosse League s'y sont installés. Les anciens locataires sont les Portland Forest Dragons (AFL) de 1997 à 1999 et le Fire de Portland (WNBA) de 2000 à 2002. Sa capacité est de 19 980 places pour le basket-ball (peut accueillir 20 580 spectateurs au total avec les places debout), 17 544 pour le hockey sur glace et le crosse, 20 000 pour les concerts, 19 500 pour la boxe et 16 800 pour les rodéos. Elle dispose de plusieurs commodités avec 70 suites de luxe et 2 397 sièges de club. L'arène possède 2 200 places de parking.

## Histoire
La Rose Garden Arena fut inaugurée le 12 octobre 1995 avec une cérémonie pour honorer les fans des Blazers et les ouvriers qui ont construit la salle. Sa capacité était à l'origine de 20 340 spectateurs pour les matchs NBA mais elle a été réduite depuis à 19 980 places. Le premier match de la saison régulière au Rose Garden était les Trail Blazers de Portland contre les Grizzlies de Vancouver le 3 novembre 1995.
Le bâtiment a été conçu par la firme architecturale Ellerbe Becket de Kansas City.
Son coût de construction est estimé à $262 millions de dollars, dont $46 millions ont été payés par Paul Allen, le cofondateur de Microsoft, et $34,5 millions par la ville de Portland.
Son architecture est inspirée des pétales de rose, d'où son nom. Ses créateurs (la firme Ellerbe Becket) l'ont surtout pensé en termes de rendu acoustique, avec une énorme caisse de résonance. On y trouve aussi plus de 650 écrans, moniteurs et autres téléviseurs.
Le record d'affluence pour un match de la Ligue de hockey de l'Ouest eu lieu dans la Rose Garden Arena lors d'un match des Winter Hawks de Portland le 15 mars 1997 avec 19 103 spectateurs. Les Winter Hawks ont fait match nul contre les Thunderbirds de Seattle (6-6).
En 2013, à la suite d'un contrat de dix ans signé avec la société Moda Health, la Rose Garden Arena change de nom et devient le Moda Center.

## Événements
- WWE Unforgiven, 12 septembre 2004
- State Farm U.S. Figure Skating Championships, 9-16 janvier 2005
- Wendy's Invitational (Vans Invitational), depuis 2005
- Concert The Rolling Stones et Paul McCartney, novembre 2005
- Match des étoiles de la National Lacrosse League, 10 mars 2007
- WWE No Mercy, 5 octobre 2008
- 1er et 2e tours du tournoi du Championnat NCAA de basket-ball, mars 2009
- WWE Raw 8 mars 2010
- Skate America 2010, du 11 au 14 novembre 2010
- Concert de Lady Gaga dans le cadre de sa 3e tournée mondiale, The Born This Way Ball, le 15 janvier 2013
- Concert de Madonna, dans le cadre du Rebel Heart Tour, le 17 octobre 2015

## Galerie

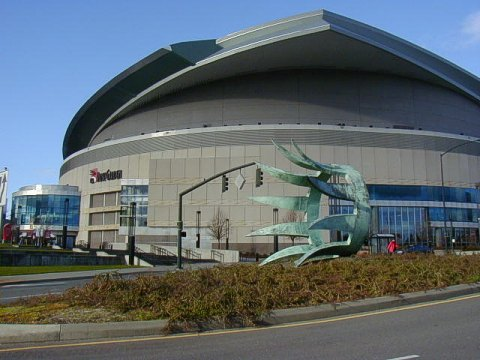
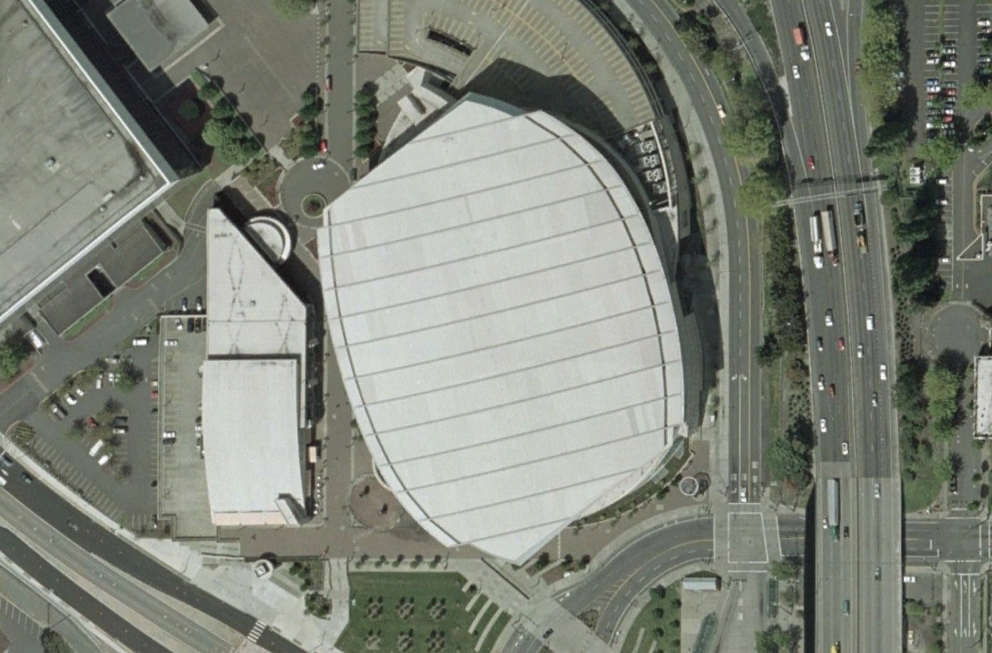
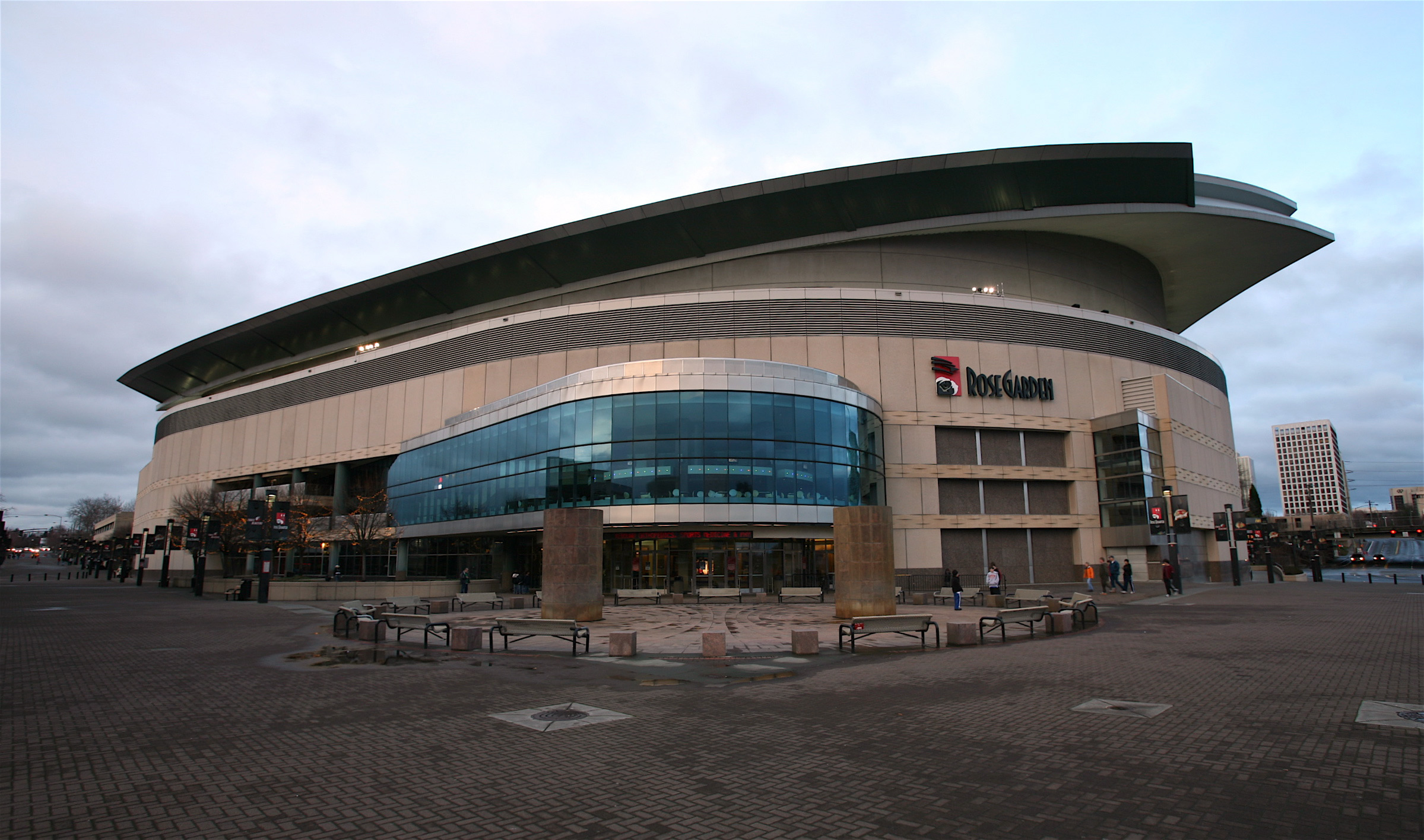
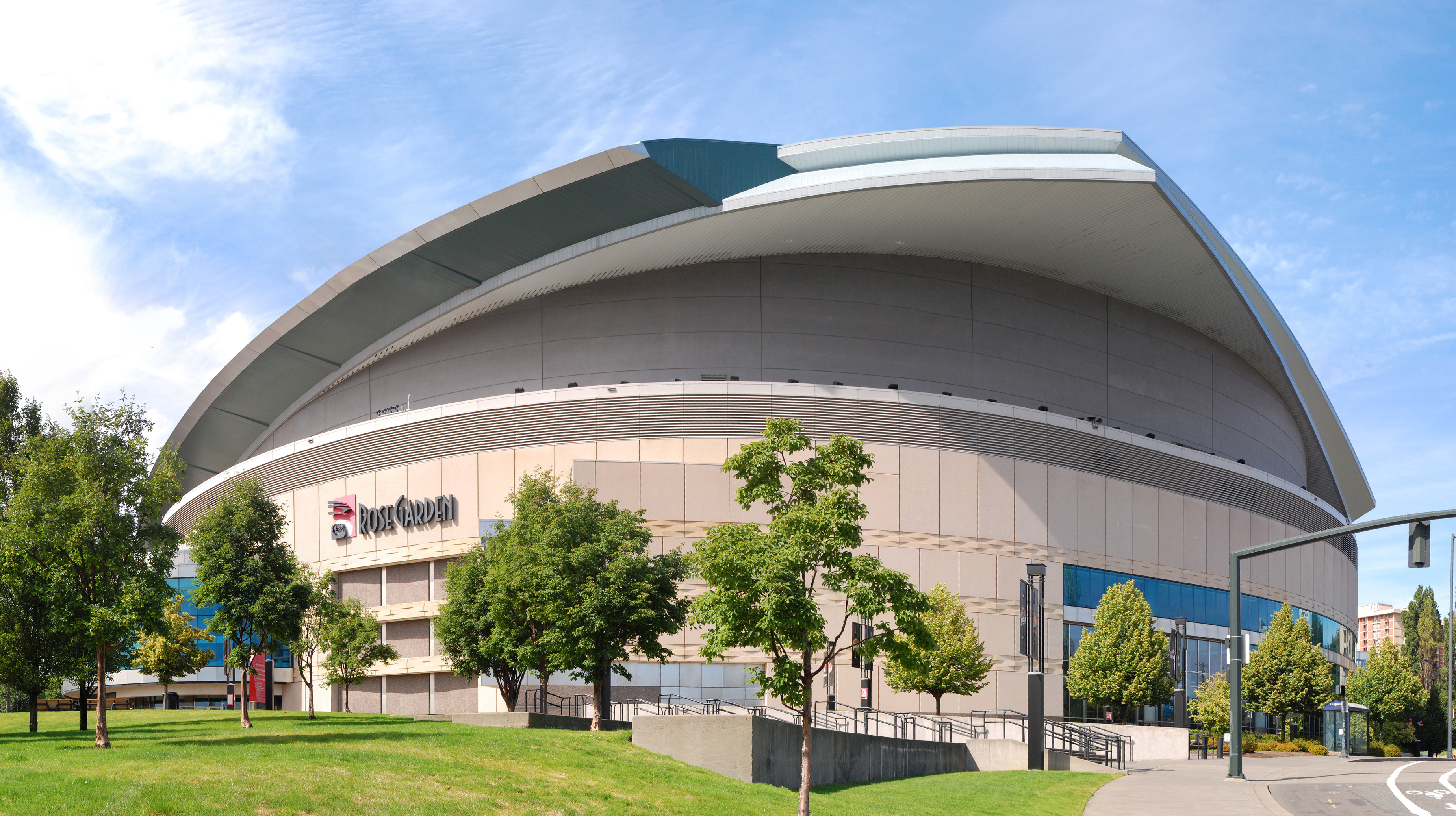
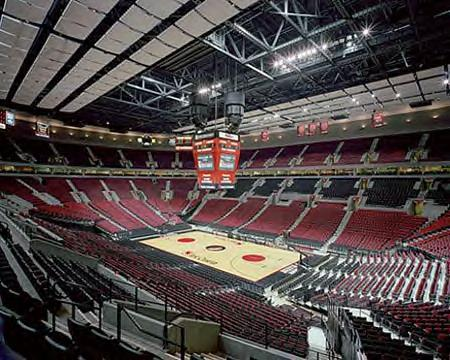
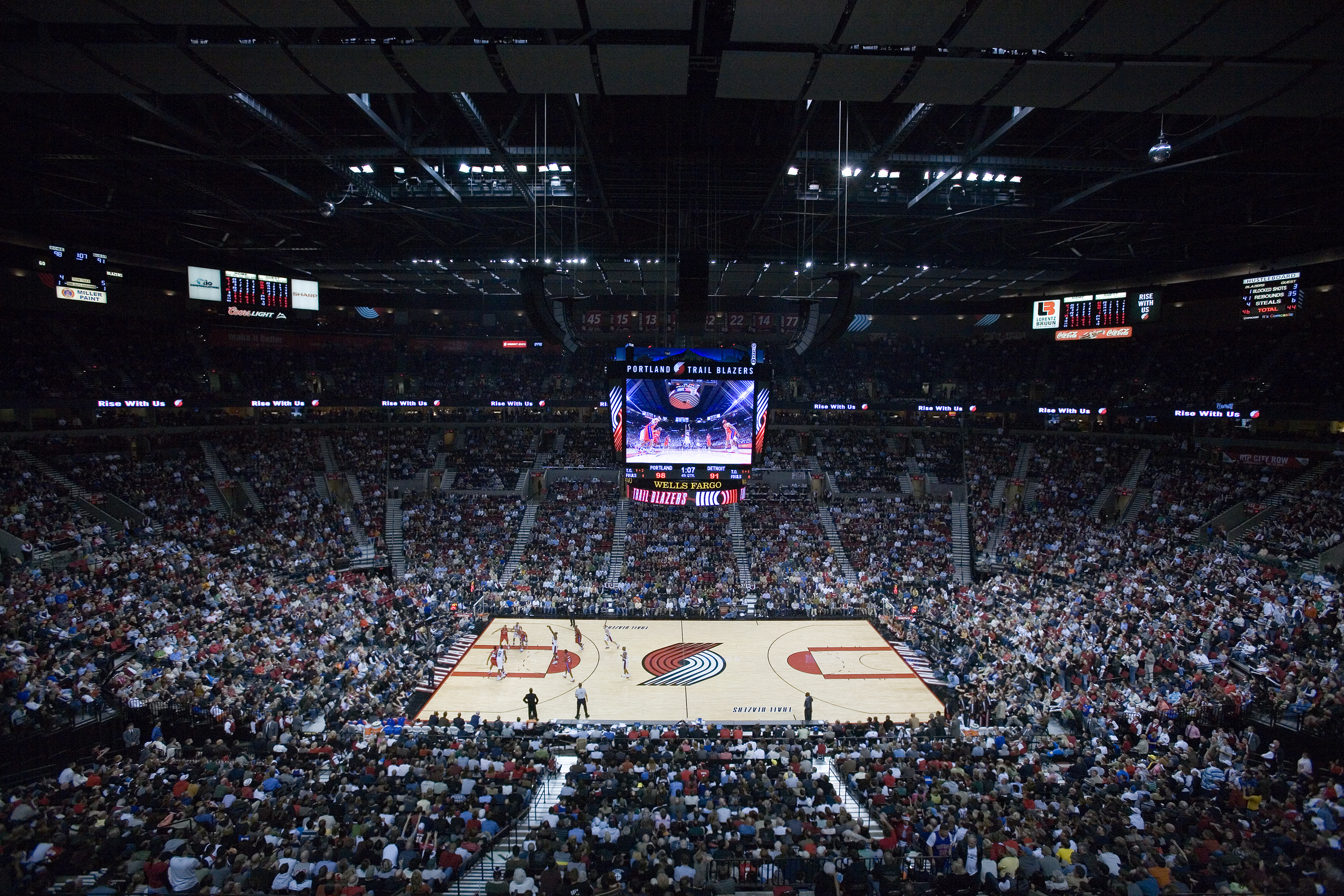